# دیردری اوکانل
دیردری اوکانل (به انگلیسی: Deirdre O'Connell) (زاده ۳۰ دسامبر ۱۹۵۱) بازیگر آمریکایی است.
از کارهای معروف او می‌توان به بازی در فیلم‌های بازنده آمریکایی اشاره کرد.

## فیلم‌شناسی
فهرست برخی از فیلم‌هایی که دیردری اوکانل در آن‌ها به ایفای نقش پرداخته‌است:
- مردان حلبی (۱۹۸۷)
- ستاره‌ها و نوارها(۱۹۸۸)
- ایالات گریس(۱۹۹۰)
- کریس کراس(۱۹۹۲)
- دنیای باحال(۱۹۹۲)
- بی‌باک(۱۹۹۳)
- دود(۱۹۹۵)
- شهر فرشته‌ها(۱۹۹۸)
- قلب‌ها در آتلانتیس (۲۰۰۱)
- سنجاقک(۲۰۰۲)
- شیرهای دست دوم(۲۰۰۳)
- درخشش ابدی یک ذهن پاک(۲۰۰۴)
- قهرمانان خیالی(۲۰۰۴)
- گذر از زمستان(۲۰۰۵)
- استیفان دالی (۲۰۰۶)
- بازنده آمریکایی (۲۰۰۷)
- چیزی که در وگاس رخ می‌دهد(۲۰۰۸)
- نیویورک، جز به کل(۲۰۰۸)
- وندی و لوسی(۲۰۰۸)
- بزرگ‌ترین(۲۰۰۹)
- وینسنت مقدس(۲۰۱۴)
- پنگوئن (۲۰۲۴)